# Spiroglutina
Spiroglutina es un género de foraminífero bentónico de la subfamilia Spiroglutininae, de la familia Rzehakinidae, de la superfamilia Rzehakinoidea, del suborden Schlumbergerinina y del orden Schlumbergerinida. Su especie tipo es Spiroglutina asperula. Su rango cronoestratigráfico abarca el Holoceno.

## Discusión
Clasificaciones previas incluían Spiroglutina en la subfamilia Siphonapertinae, de la familia Hauerinidae, de la superfamilia Milioloidea, del suborden Miliolina y del orden Miliolida.

## Clasificación
Spiroglutina incluye a las siguientes especies:
- Spiroglutina asperula